# 跨性別人物列表
這是一份跨性別人物列表清單，以現代人物為主，歷史人物請見LGBT歷史人物列表。

## 亞洲
- 帕莉亞 Parinya Charoenphol（1981–），Kathoey，模特、演員、泰拳手。
- Nong Rose Baan Charoensuk（1996–），泰國，泰拳手。
- 寶兒 Poyd（1986–），泰國，演員、歌手、模特。
- 拉拉娜·功多爾寧 Lalana Kongtoranin（1987–），泰國，演員、醫生、泰國小姐，男性打扮。[1][2]
- 河莉秀（1975–），韓國，模特、歌手、演員。[3]
- 李詩妍（1980–），韓國，演員。[3]
- 貴婦松子（1972–），日本，搞笑藝人、專欄作家、評論家。
- 美輪明宏（1935–），日本，歌星、演員。[4]
- 春菜愛（1972–），日本，歌手、搞笑藝人，「國際皇后小姐」冠軍。[5]
- 細田智也（1992–），日本，政治人物（國民民主黨）。[6]
- 橫山久美（1993–），日本，足球運動員。[7]
- 青木志貴（1990–），日本，女跨男聲優、舞台演員（日语：舞台俳優）、主持人、YouTuber、服裝設計師。
- 唐飛（1969–2017），臺灣，歌手，為父還債，在新加坡遭餐廳老闆欺騙去動變性手術。
- 唐鳳（1981–），臺灣，資訊工程師，中華民國行政院政務委員。
- 利菁（1962–），臺灣，主持人、模特。[8]。
- 謝海盟（1986–），臺灣，作家、編劇。[9]
- 劉薰愛（1986–），臺灣，模特。[10]
- 孔令俊（1919–1994），臺灣，企業家，孔祥熙與宋靄齡次女，以長期男性裝束著稱。[11]
- 小A辣（1989－），臺灣，YouTuber。[12]
- 愛里（1992–），臺灣，YouTuber。
- 王小棣（1953－）臺灣，導演。[13]
- 金星（1967–），朝鮮族，中華人民共和國，舞者，上海金星现代舞团團長。[14]
- 劉婷（1986–），中華人民共和國，小說家，全國道德模範、女性榜樣獎。
- 鍾潔希（1989–），馬來西亞，歌手、模特、女演員。
- 傑克·柴瑞斯（1992–），菲律賓，歌手、演員。[15]
- 杰拉尔丁·罗曼（英语：Geraldine Roman） Geraldine Roman（1967–），菲律賓，記者、政治人物（基督教穆斯林民主力量黨，前菲律賓民主黨–人民力量、前菲律賓自由黨）。
- 法拉利姐（？–），台灣，歌手、唱跳偶像。
- 中出羊子（1991－），香港，政治人物（香港城邦皇室）、社運人士。

## 大洋洲
- 木原重雪（音譯）Shigeyuki Kihara（英语：Shigeyuki Kihara）（1975–），紐西蘭籍，日裔薩摩亞族fa'afafine，藝術家。[16]
- 萨埃卢阿 Jaiyah Saelua（1988–），美屬薩摩亞，薩摩亞族fa'afafine，足球運動員。
- 喬治娜·拜亞（英语：Georgina Beyer） Georgina Beyer（1957–），紐西蘭，政治人物（馬納運動（英语：Mana Movement））。
- 佩伊奇 Andreja Pejić（1991–），澳洲籍，波士尼亞裔，模特。[3]

## 歐洲
- Conchita Wurst（1988–），奧地利，歌手，以女性化又留鬍子的裝扮引發關注，2014年歐洲歌唱大賽冠軍。
- 莉莉·艾爾伯 Lili Elbe（1882–1931），丹麥畫家，2015年電影丹麥女孩的故事來源。[17]

## 美洲
- Gigi Gorgeous（英语：Gigi Gorgeous）（1992–），加拿大，Youtuber、模特。[18]
- 威娃（1849–1896），美國，祖尼雙靈，Lhamana（英语：Lhamana）。[19]
- 琳·康維 Lynn Conway（1938–），美國，科學家、工程師，參與《陰道獨白》演出。[20]
- 费雷思 Leslie Feinberg（1949–2014），美國猶太人，社運人士、小說家。[21]
- Divine（英语：Divine (performer)）（1945–1988），美國塞爾維亞裔（英语：Serbian American），演員、歌手，時人雜誌譽為世紀變裝之。[22]
- 凯特琳·詹纳 Caitlyn Jenner（1949–），美國，主持人、運動員。[23]
- 華高斯基 The Wachowskis（1965–），美國，導演。[24]
- 拉薇安·考克斯 Laverne Cox（1972–），美國，演員，登上時代雜誌封面。
- 艾登·埃斯特拉達 Eden Estrada（1996–），美國，模特。[25]
- 潔絲·詹寧斯 Jazz Jennings（2000–），美國，YouTube名人、作家及LGBT權利運動家。
- 吉娜·蘿傑拉 Geena Rocero（1984–），美國，模特。
- 艾弗麗·杰克逊 Avery Jackson（2007–）美國，登上國家地理雜誌封面的九歲女孩。[26]
- Elliot Page（1987–），加拿大，演員。[27]
- 阿米塔·庫特納 Amita Kuttner（1990–），加拿大，天體物理學家、非二元性別。[28][29][30]
- 艾麗卡·希爾頓（英语：Erika Hilton） Erika Hilton（1992–），巴西，政治人物（社會主義和自由黨）。[31]